# Михайлушкина, Екатерина Александровна
Екатерина Александровна Михайлушкина (род. 6 августа 2001) — российская пловчиха в ластах, двукратная чемпионка мира.Заслуженный мастер спорта России (предположительно, самый молодой ЗМС в России).

## Карьера
Воспитанница ярославского подводного спорта (тренер Аргунова Е. С.).
Победительница первенства России 2015 года, первенства мира 2015 года, пятикратная чемпионка Европы.
В феврале 2016 года на Кубке России заняла 3 место на дистанции 100 м, выполнив норматив МСМК РФ по подводному спорту и превысив юношеский рекорд мира.
В мае 2016 года на чемпионате России выиграла дистанцию 100 м плавание в ластах с результатом, превышающим рекорд Европы и России среди женщин и мира, Европы и России среди юниорок. На дистанциях 50 м и 200 м плавание в ластах была второй с рекордами мира, Европы и России среди юниорок.
Член команды сборной России. На чемпионате мира 2016 года стала двукратной чемпионкой в эстафетах, а на дистанции 100 метров завоевала индивидуальную бронзу.
С чемпионата Европы привезла три золота в эстафетах и три серебра в индивидуальных дисциплинах.
На Всемирных играх 2017 года завоевала две золотые и одну серебряную награду.
На 27-м чемпионате Европы по плаванию в ластах 27 июня 2019г завоевала золото и установила женский мировой рекорд на дистанции 100 метров. Она преодолела ее за 38,06 секунды.
На чемпионате мира 2021 года установила мировой рекорд на 100-метровке, а также завоевала 5 золотых и одну серебряную медали.